# Долина Бека
Долина Бека (арап. البقاع) је плодна долина у источном Либану. Римљани су долину Бека сматрали најважнијим извором пољопривредних производа, а и данас је најважнија либанска пољопривредна регија.